# Olena Kondratjuk
Olena Kostjantynivna Kondratjuk (in ucraino Олена Костянтинівна Кондратюк?; Leopoli, 17 novembre 1970) è una politica ucraina, deputata della Verchovna Rada dal 2007 e secondo Vicepresidente della stessa dal 2019.

## Biografia
Nata a Leopoli si è laureata nel 1993 presso l'Università Ivan Franko ricevendo il titolo di candidata di scienze storiche.
Alle elezioni parlamentari del 2007 è stata eletta alla Verchovna Rada nelle file del Partito Riforme e Ordine, all'interno del Blocco Julija Tymošenko, passando a partire dalle successive consultazioni all'interno del partito Patria. Rieletta nel 2012, nel 2014 e nel 2019 è stata poi eletta all'interno del parlamento come secondo vicepresidente durante la IX convocazione. Il 3 ottobre 2022 è stata selezionata per presiedere la delegazione ucraina che prenderà parte all'ottavo summit del G20 in Indonesia.